# Latifa ben Ahmed ben Jouma Al Maktoum
Pour les articles homonymes, voir Latifa Al Maktoum.
Latifah ben Ahmed ben Juma Al Maktoum, née le 27 septembre 1985,, est une athlète équestre émirienne. Elle participe aux Jeux olympiques d'été de 2008 à Pékin, aux Jeux équestres mondiaux FEI de 2010 à Lexington, Kentucky, aux jeux asiatiques de 2010 et aux coupes du monde de sauts d'obstacles en 2013 et en 2015,,.

## Biographie

### Carrière sportive
En 2008, elle est la première femme à représenter les Émirats arabes unis aux Jeux olympiques à Pékin à l'âge de 22 ans, dans la discipline de l'équitation fréquemment pratiquée aux Émirats arabes unis. En 2010, elle obtient une médaille d'argent aux jeux asiatiques. Elle est également par trois fois championne nationale.
Par ailleurs, elle accorde un intérêt particulier aux sauts d'obstacles,. Et ce depuis qu'elle a treize ans, âge où elle assiste à la compétition de sauts de Dubaï.
En compétition, elle monte régulièrement l'un de ses deux chevaux préférés, Kalaska de Semilly et Peanuts De Beaufor. En avril 2019, elle s'est classée deuxième du 21e championnat de saut d'obstacles Emirates, sur le cheval Cobolt 8. En 2019, Latifah Al Maktoum s'entraîne pour les Jeux olympiques d'été de 2020 de Tokyo mais n'est pas qualifiée,.

### Vie privée
Latifah Al Maktoum est la fille de Sheikha Hessa bint Rashid Al Maktoum (sœur de Mohammed bin Rashid Al Maktoum).